# Carnevale di Cegni
Il carnevale di Cegni è una rappresentazione tradizionale del rito carnevalesco, tra le più importanti manifestazioni nell'ambito delle quattro province.
Si volge nel paesino di Cegni, frazione di Santa Margherita di Staffora in provincia di Pavia, nei giorni del sabato grasso e del 16 agosto (quando si svolge il carnevale bianco).

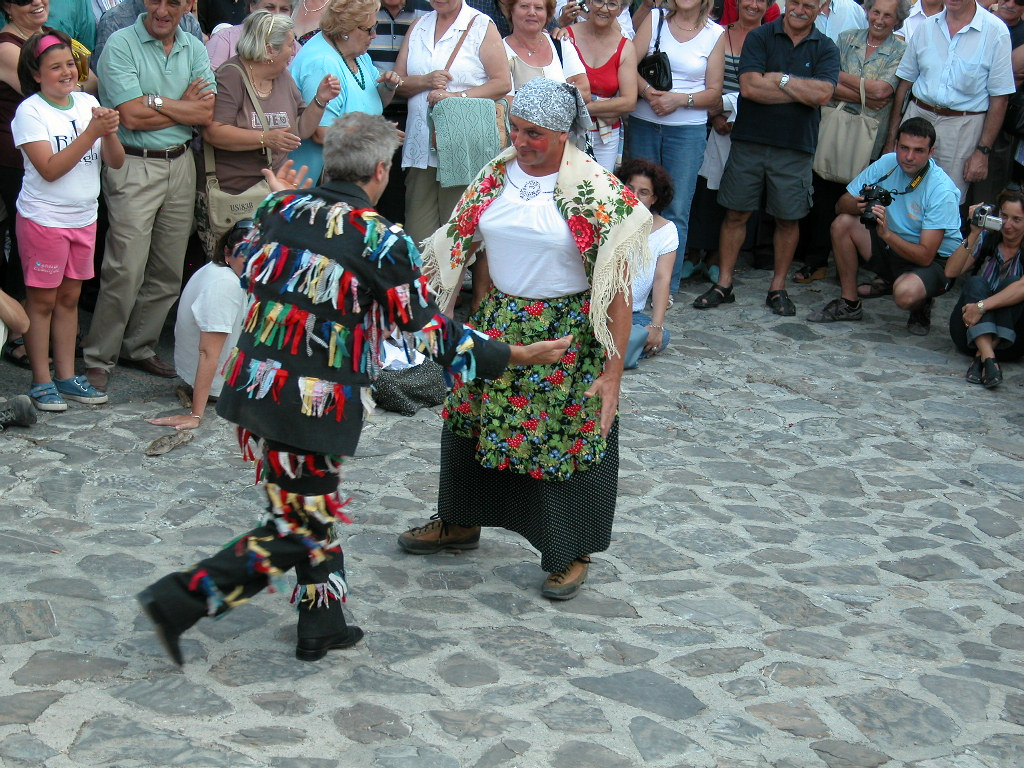
Il ballo della povera donna

In entrambi gli appuntamenti il festeggiamento prevede gli stessi momenti, ovvero il corteo e le danze che accompagnano al matrimonio tra il "brutto" e la "povera donna", seguiti dalla cena e dal ballo serale.

## Il corteo
Il carnevale è avviato, nel primo pomeriggio, dal corteo, aperto dai musicisti che guidano il gruppo dei ballerini attraverso le viuzze del paese fino alla piazzola più ampia.
Con gli strumenti tipici di questa valle (valle Staffora), pifferi e fisarmoniche, suonano una sestrina, brano da strada utilizzato negli spostamenti.
Li seguono i ballerini, soprattutto bambini e giovani, con il costume montanaro, gilè e cappello per gli uomini, gonne lunghe con grembiule e camicia bianca arricciata con gilè nero per le donne. Giunti nello spiazzo dove li attendono paesani, abitanti delle frazioni vicine e turisti, i musicisti salgono sul tavolo che funge da palco e cominciano le danze.

## Le danze

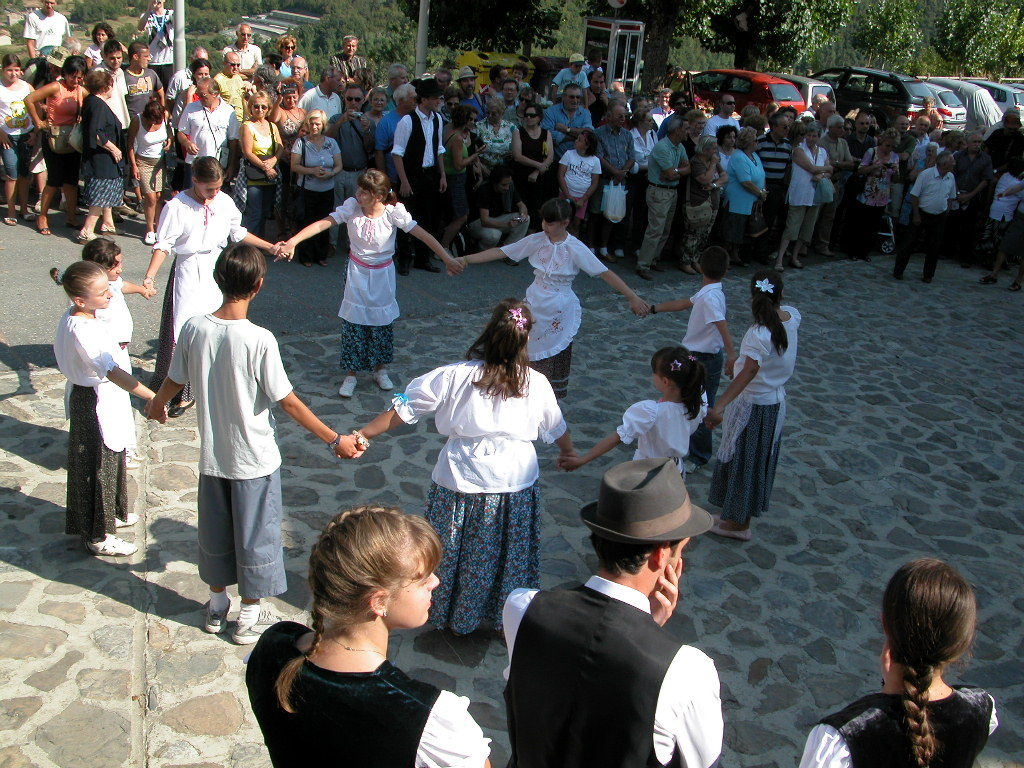
I bambini eseguono l'alessandrina.

Le danze sono quelle tradizionali della valle, note come danze delle Quattro Province, ancora oggi diffuse nella zona e seguite con passione dagli abitanti di Cegni. I bambini aprono le danze con quelle più semplici, fatte in cerchio: una piana e un'alessandrina. Seguono i grandi con quelle più complesse: la monferrina sempre in cerchio con scambio di coppia, la polca a saltini in coppia e le coreografiche "giga a due", con un cavaliere e due dame, e "giga a quattro" con due cavalieri e quattro dame.

## I personaggi
Terminate le danze arriva la povera donna, portata da una slitta di legno (detta lesa) trainata da un cavallo. Come succede spesso nei riti carnevaleschi la povera donna è un uomo travestito, ha poveri abiti contadini, lo scialletto e il fazzoletto in testa.
Il pretendente, detto il brutto, arriva cavalcando a pelo, con un abito ornato da striscioline di stoffa colorate ed in testa un alto cappello fatto a cono con pellicce.
La povera donna è accompagnata dai suoi genitori, altrettanto poveri, che portano in dono una gallina dentro un cestino. L'uomo brutto, che ovviamente è ricco, è accompagnato dai suoi genitori, elegantemente vestiti da cittadini, e da due testimoni molto particolari.
I testimoni portano abiti bianchi con cintura rossa (vecchie camicie da giorno femminili con ricami e pizzi), calzettoni a righe, cappelli di paglia ornati da fiori di stoffa da cui scendono lunghi nastri colorati. Questi tipi di costumi sono diffusi, con tipologie molto simili, in vari carnevali del Nord Italia, come quello di Bagolino, nella Lachera di Rocca Grimalda o nella rappresentazione della Baìo di Sampeyre.

## Il rito
La rappresentazione del matrimonio è l'evento centrale della manifestazione.
I promessi sposi, con i propri accompagnatori, si incontrano e dopo essersi presentati cominciano a contrattare il valore della sposa, tra battute (sulla generosità dei ricchi) e frizzi (sulla bellezza della sposa). L'accordo viene sancito con una bevuta in osteria (osteria de l'ombrela). A questo punto c'è la parte più importante, il ballo di corteggiamento, chiamato appunto della povera donna; è una danza rituale antica legata a riti arcaici di morte e resurrezione, dove si alternano tre parti: l'inseguimento, il corteggiamento, il balletto.
Finito il ballo si va verso l'altare (un inginocchiatoio) dove il prete benedice le nozze (e tutti i presenti) con l'acqua di una catinella smaltata e uno scopino.
Si chiude il rito danzando una piana, a cui partecipano tutti, e alcune polche destinate ai ballerini più abili.

## La festa
La festa continua per le stradine, fermandosi nelle piazzette per suonate e balli, accompagnata da vino, ravioli, frittelle. Non mancano i cori, molto amati e ben eseguiti dagli abitanti di Cegni.
I festeggiamenti si concludono alla sera con la cena, nel salone comune, seguita dal ballo.

## Galleria d'immagini

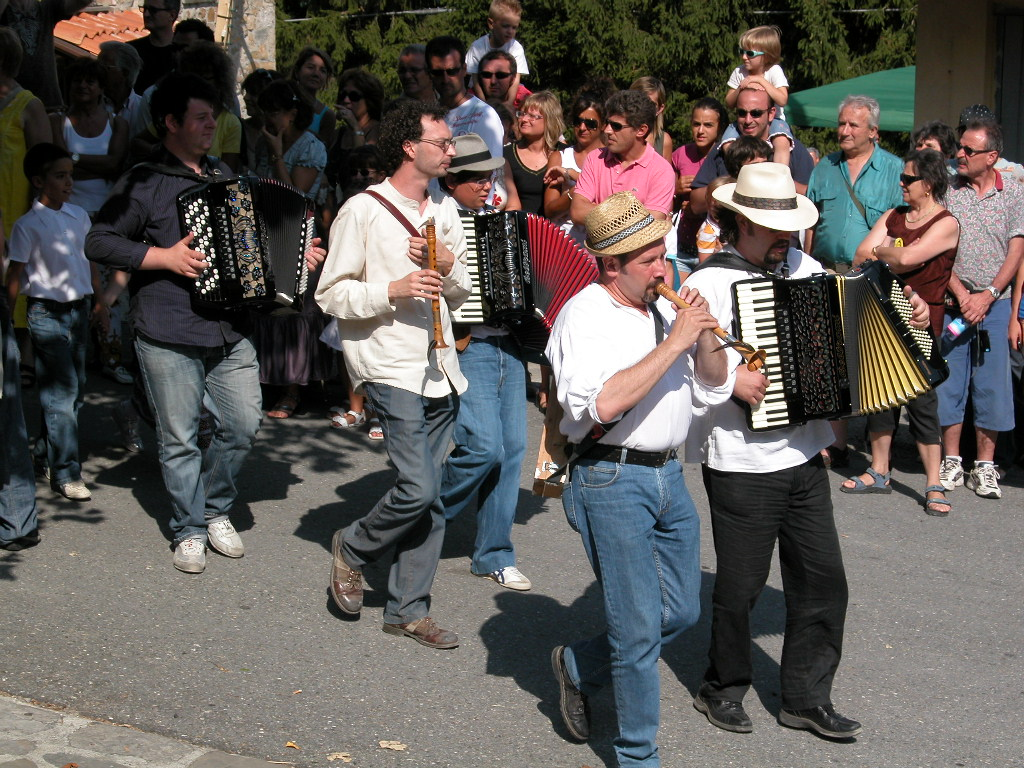
i suonatori aprono il corteo
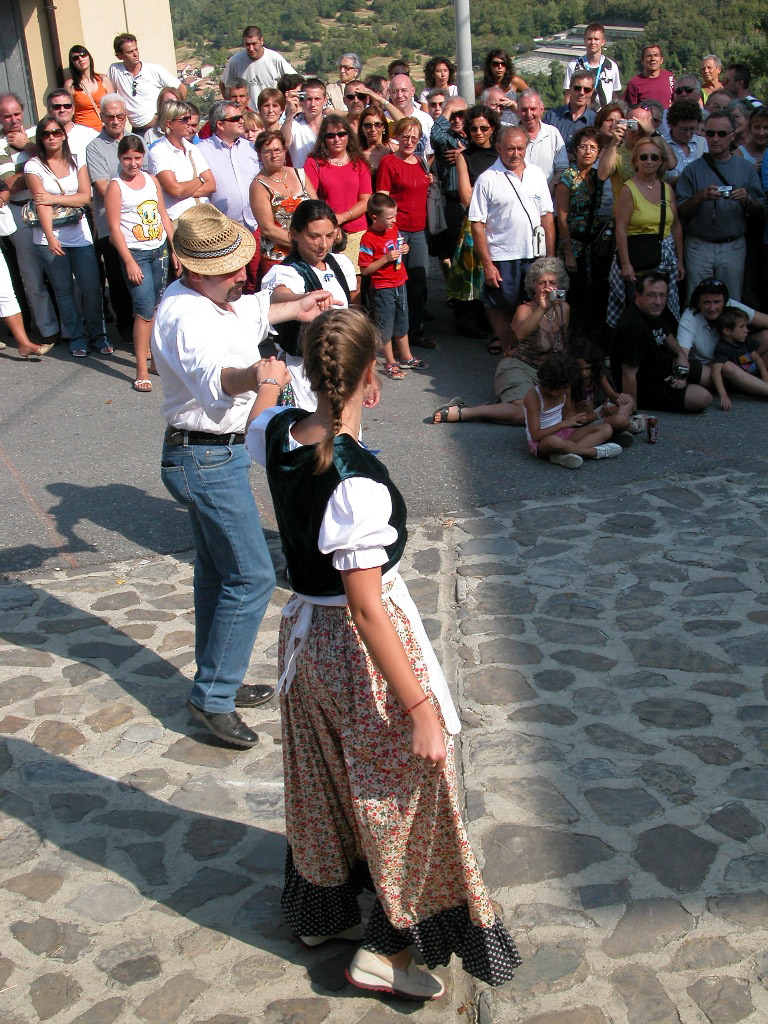
la giga a due
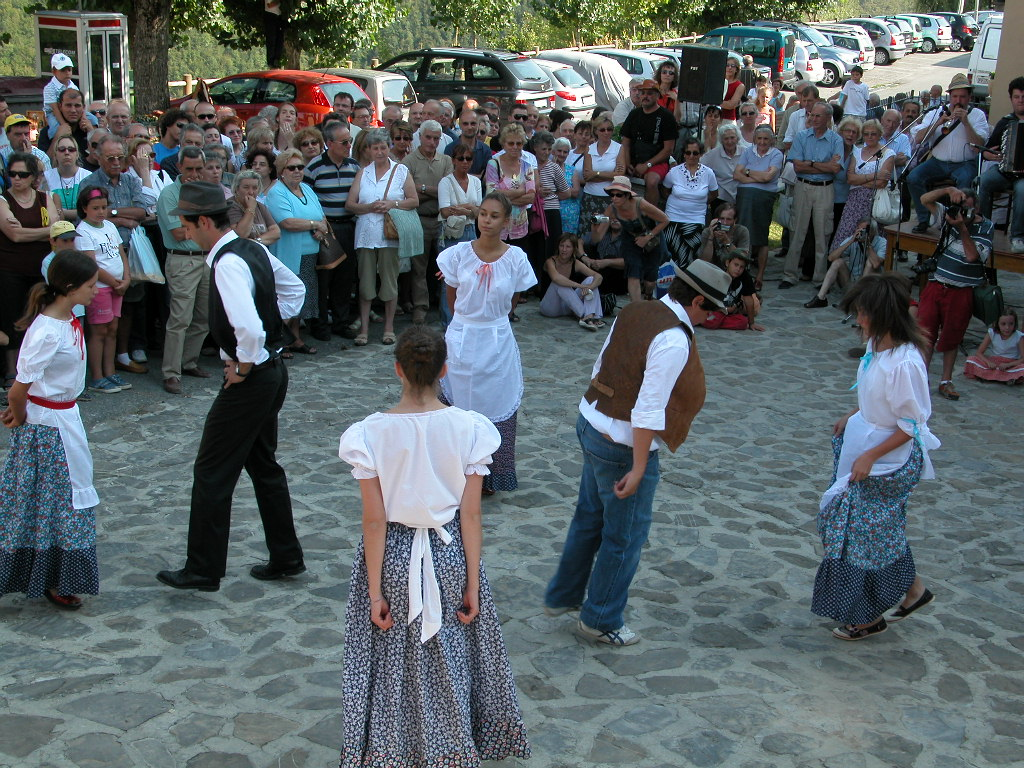
la giga a quattro
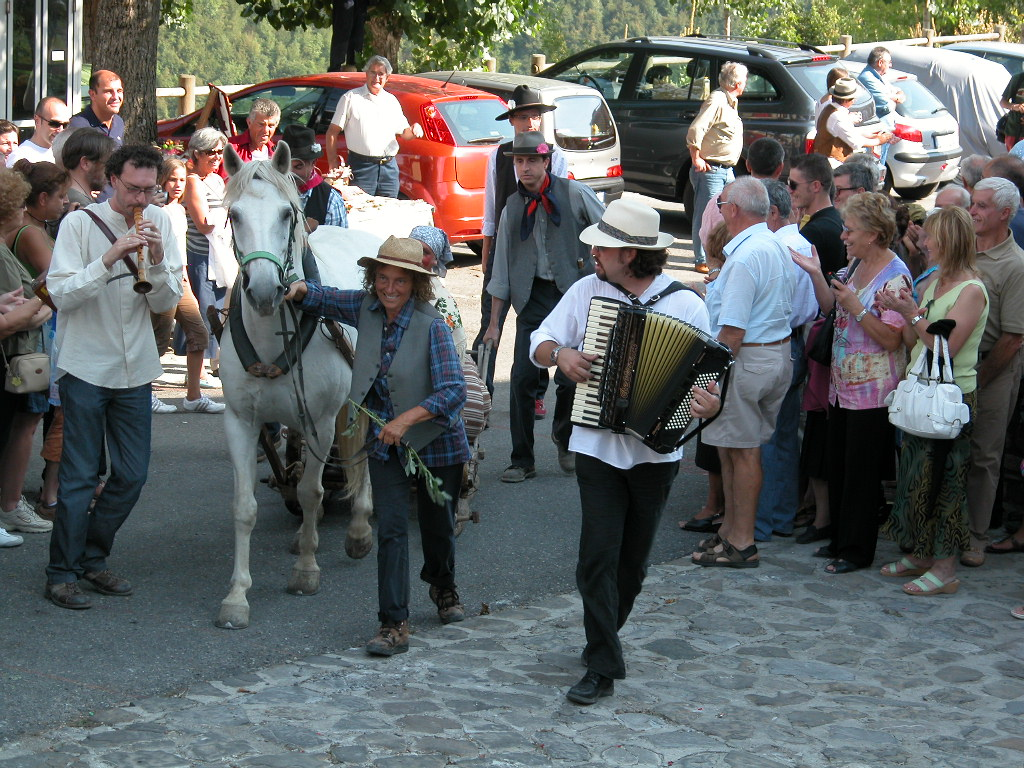
la povera donna arriva sulla lesa
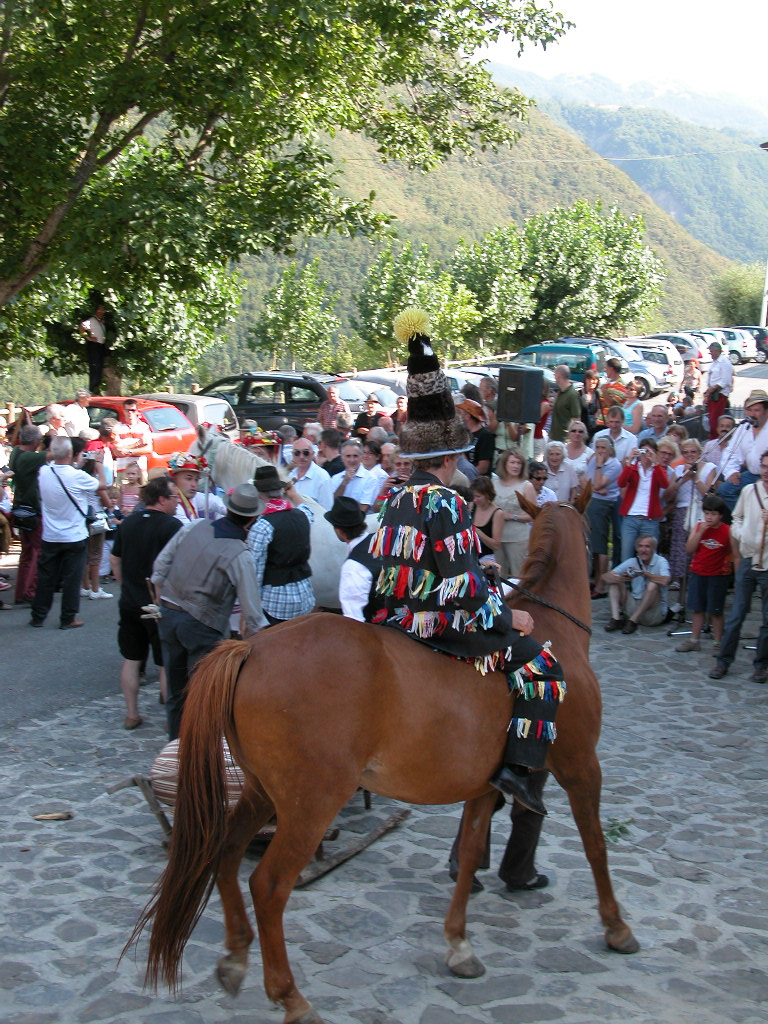
il brutto arriva a cavallo
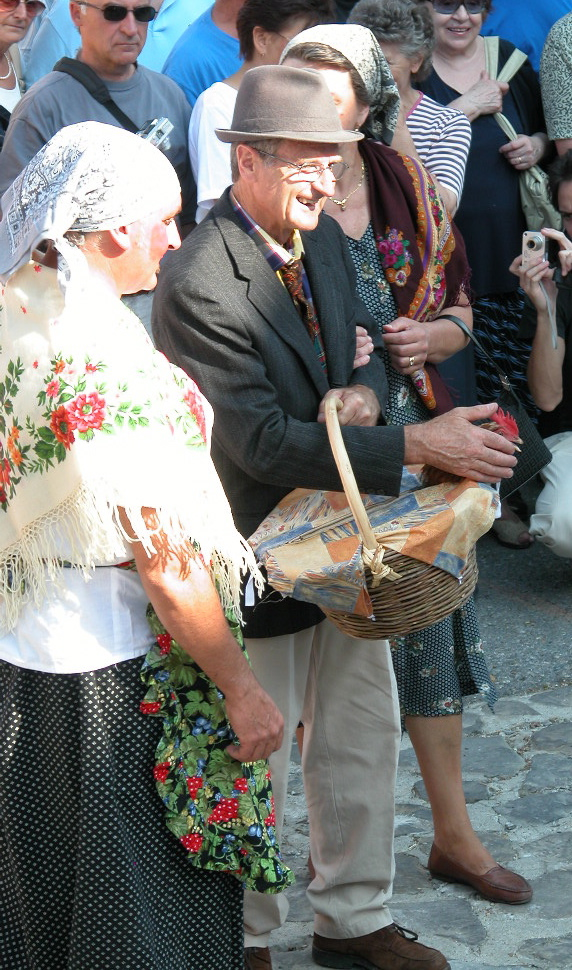
i genitori di lei con la gallina
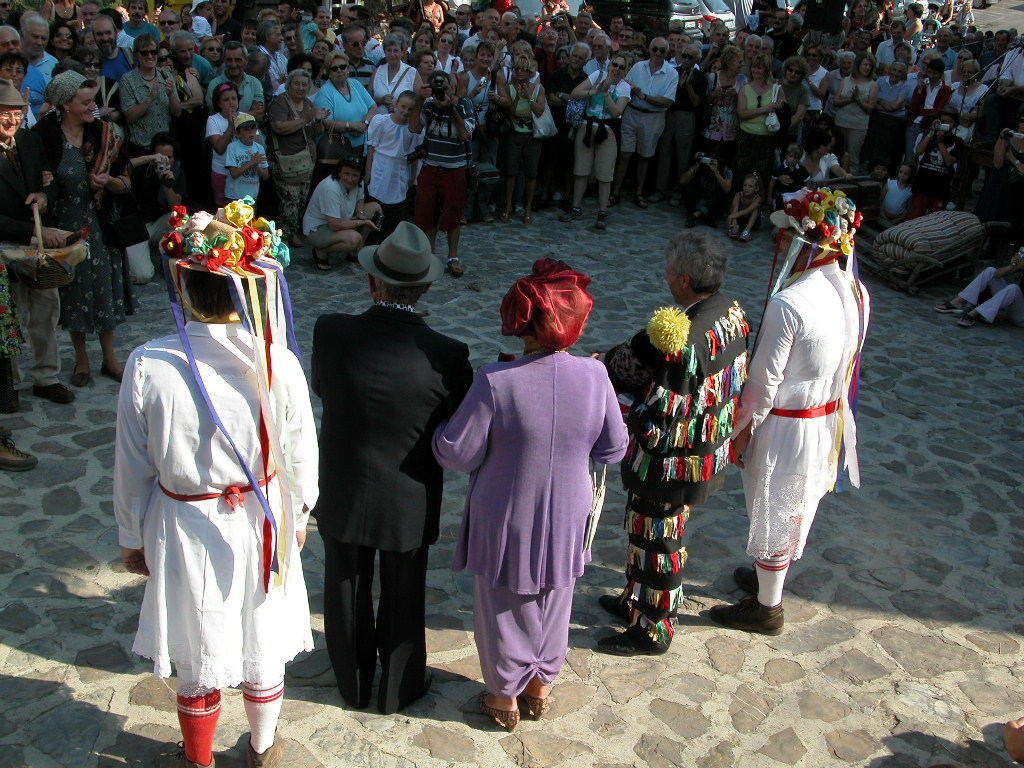
i genitori di lui con i testimoni
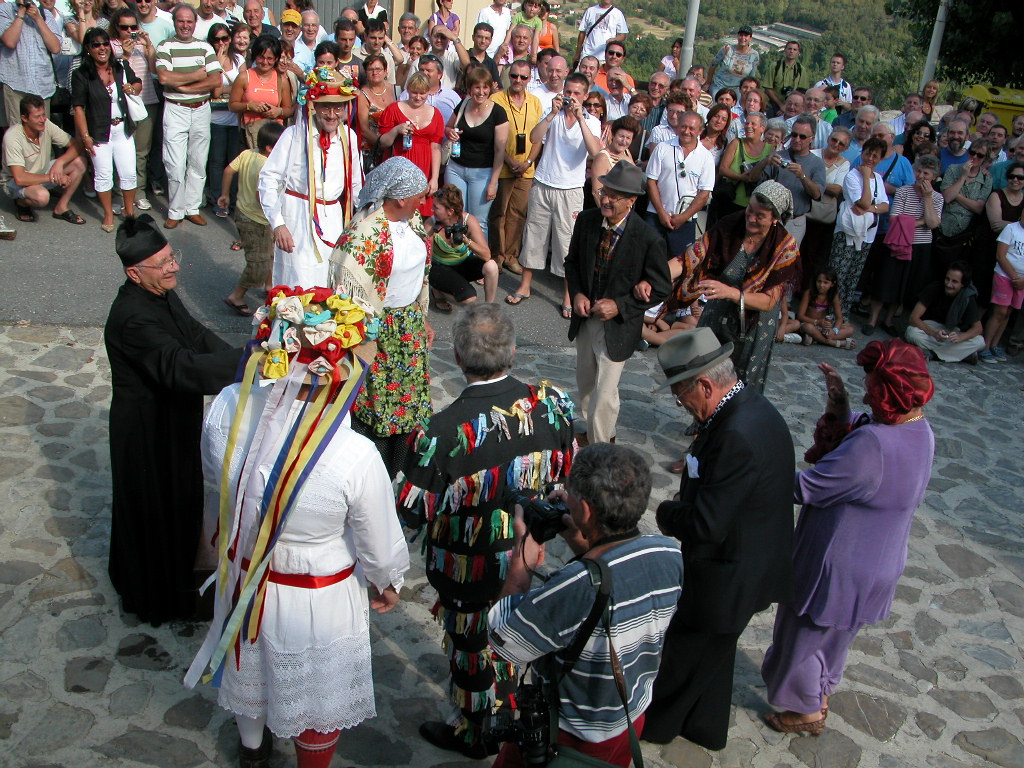
il matrimonio